# Metroxylon warburgii
Metroxylon warburgii är en enhjärtbladig växtart som först beskrevs av Anton Heimerl, och fick sitt nu gällande namn av Odoardo Beccari. Metroxylon warburgii ingår i släktet Metroxylon och familjen Arecaceae. IUCN kategoriserar arten globalt som livskraftig. Inga underarter finns listade i Catalogue of Life.